# گورگوتووو
گورگوتووو (به صربی: Gurgutovo) یک منطقهٔ مسکونی در صربستان است که در مدوجا واقع شده‌است. گورگوتووو ۵۹ نفر جمعیت دارد.